# Свердловский район (Бишкек)
Свердло́вский райо́н (кирг. Свердлов району) — один из четырёх внутригородских районов Бишкека — столицы Кыргызстана. Занимает северо-восточную часть города.
По данным 2009 года, на территории района проживало 231801 человек.

## История
Район был первоначально образован 25 февраля 1958 года решением заседания Центрального исполнительного комитета Кыргызской Советской Социалистической Республики, затем временно упразднён, в 1964 году создан вновь. В постановлении об учреждении района его территория описывалась как всё «к северу от Фрунзенской улицы». В 1974 году район получил свои современные очертания. С момента основания района его администрация (ранее — райисполком) находится по адресу проспект Чуй, дом 28.

## География
Граница района с западной стороны идёт по ул. Ж. Абдрахманова от железной дороги до пр. Жибек-Жолу (восточная сторона), пр. Жибек-Жолу от ул. Ж.Абрахманова до ул. Т.Молдо (северная сторона), ул. Т.Молдо от пр. Жибек-Жолу до ул. Саадаева, ул. Саадаева, от ул. Т.Молдо до дренажного коллектора, границ жилых массивов «Ак-Тилек», «Ак-Тилек-2», «Келечек» и «Ак-Бата» (восточная сторона), ул. Елебесова, до сел Нижняя Ала-Арча и Майская Аламединского района. Северная сторона — в границах жилых массивов «Ак-Бата», «Дордой-2», «Эне-Сай» до ул. Алма-Атинская и северная сторона жилого массива «Бакай-Ата». Северо-Запад — анклав жилого массива "Красный Строитель". Восточная сторона — в границах канала ТЭЦ, городок Энергетиков, ул Салиева, от ул. Ауэзова до ул Калинина (северная сторона), ул. Луганская, до ул. Сокулукская, ул. Лермонтова от ул. Сокулукская до пр. Жибек-Жолу, жилой массив «Бакай-Ата». Южная сторона — линия железной дороги, от ул. Ж. Абдрахманова, территория ТЭЦ, совхоз «Тепличный», промышленная зона и до жилого массива «Учкун». 